# Comuna Tomaiul Nou, Leova
Comuna Tomaiul Nou este o comună din raionul Leova, Republica Moldova. Este formată din satele Tomaiul Nou (sat-reședință) și Sărățica Veche.

## Demografie
Conform datelor recensământului din 2014, comuna are o populație de 753 de locuitori. La recensământul din 2004 erau 769 de locuitori.

## Administrație și politică
Componența Consiliului local Tomaiul Nou (9 consilieri), ales la 5 noiembrie 2023, este următoarea:
|  | Partid                                       | Consilieri | Componență | Componență | Componență | Componență | Componență | Componență |
|  | -------------------------------------------- | ---------- | ---------- | ---------- | ---------- | ---------- | ---------- | ---------- |
|  | Partidul Socialiștilor din Republica Moldova | 6          |            |            |            |            |            |            |
|  | Partidul Social Democrat European            | 2          |            |            |            |            |            |            |
|  | Liga Orașelor și Comunelor                   | 1          |            |            |            |            |            |            |